# Thomas J. Comber
Pour les articles homonymes, voir Comber (homonymie).
Thomas James Comber, né le 7 novembre 1852 à Camberwell (Angleterre) et mort le 27 juin 1887 à Loango (république du Congo) est un missionnaire chrétien baptiste britannique qui a été actif dans la région du Congo avant la création de l'État indépendant du Congo. 

## Biographie
Thomas James Comber est né le 7 novembre 1852 à Claredon Street, Camberwell à Londres. Son père était un bijoutier manufacturier. Les deux parents étaient membres de la chapelle baptiste de Denmark Place. Il était le deuxième de cinq enfants, dont l'un est mort en bas âge. Il a été formé au Regent's Park College, à Londres.

## Carrière de missionnaire

### Au Cameroun
La Mission mondiale de BMS choisit Comber pour servir au Cameroun. Il y sert avec George Grenfell de 1876 à 1878. En 1878, Comber et Grenville font deux voyages exploratoires sur le fleuve Congo pour vérifier la viabilité d'une mission dans cette région. Grenfell démissionne du BMS, mais Comber parvient à obtenir le soutien d'une mission au Congo à son retour en Grande-Bretagne. Le 4 avril 1879, il épouse Minnie Rickards, fille de son professeur d'école du dimanche.

### Premiers jours en République démocratique du Congo
Le premier groupe de missionnaires baptistes s'est embarqué de Liverpool pour la République démocratique du Congo plus tard en avril 1879, et a atteint Banana le 9 juin 1879 après un voyage de six semaines et deux jours. De là, ils se rendirent à Msuka au Zaïre, puis se divisèrent en deux groupes et se rendirent par voie terrestre à Mbanza-Kongo, capitale du Royaume de Kongo. Peu après leur arrivée, le 24 août, la femme de Comber, qui se remettait d'un grave accès de fièvre, mourut d'une méningite. Au début, les missionnaires vécurent dans des huttes de paille, mais au printemps suivant, ils avaient terminé la construction d'une maison en pierre. Comber et H. E. Crudgington partirent le 2 janvier 1880 dans l'espoir d'atteindre Pool Malebo. Ils reçurent un accueil amical presque partout, notamment à Mwala, où ils restèrent une semaine. Cependant, aucune de leurs tentatives pendant 18 mois ne réussit à atteindre le Pool. Au cours d'un de ces voyages, Crudgington reçut dans le dos un projectile en fer qui pénétra jusqu'à une profondeur de 4 centimètres (1,6 in), et dut retourner à San Salvador pour se le faire enlever.

### Événements ultérieurs
En 1884, la sœur de Minnie Comber, qui était missionnaire au Cameroun, est décédée. En 1885, son frère, également missionnaire au Congo, meurt également. Le serviteur congolais de Comber, William Mantu Parkinson, est baptisé en 1886 à São Salvador, le premier converti. En juin 1887, Comber contracte une fièvre rémittente compliquée d'hématurie, et le médecin lui annonce qu'un voyage en mer est le seul espoir de lui sauver la vie. Le lieutenant Louis Valcke, président du conseil d'administration de l'État indépendant du Congo, laisse la mission prendre le Prince Baudouin d'Underhill à Banana, et là, ils transportent Comber sur le vapeur allemand Lulu Bohlen, en route pour le retour. Les brises marines n'ont qu'un effet bénéfique temporaire, et le 27 juin 1887, Comber meurt alors que le navire est ancré au large de Loango.